# Palazzo Paone Tatozzi
Palazzo Paone è un palazzo storico dell'Aquila.

## Storia
La costruzione del palazzo risale al XVIII secolo, successivamente al terremoto dell'Aquila del 1703. Danneggiato dal sisma del 2009, l'edificio è stato poi restaurato tra il 2012 ed il 2015.

## Descrizione
Il palazzo è situato all'angolo tra via Garibaldi e corso Vittorio Emanuele, due dei principali assi cittadini. L'ingresso principale è su via Garibaldi, sormontato da un bassorilievo. L'altra facciata si sviluppa lungo il corso, volta frontalmente su Palazzo Lucentini Bonanni, e presenta una leggera curvatura convessa che altera la simmetria; è caratterizzata da tre balconcini, uno dei quali posto centralmente e gli altri due in corrispondenza dei limiti del palazzo, segnati da cantonali in pietra. Una terza facciata si sviluppa a nord verso largo Tunisia.
Nella parte superiore si aprono finestre minori e, infine, il palazzo è chiuso da un cornicione posto a coronamento. L'interno, adibito a residenza, presenta apparati decorativi barocchi.